# 志賀李玖
志賀 李玖（しが りく、2004年〈平成16年〉5月20日 - ）は、日本の俳優、歌手。福島県出身。スターダストプロモーション第三事業部所属 。
8人組ダンスボーカルユニット「ICEx」のメンバー。メンバーカラーは青。

## 来歴
2019年、15歳でスターダストプロモーション 仙台営業所に所属し、EBiDAN研究生としてEBiDAN SENDAIで活動した。
2021年6月21日、EBiDAN研究生の選抜プロジェクト「BATTLE BOYS」の第6期メンバーに選抜された。
2022年9月29日、EBiDAN NEXTの新選抜企画として「TEAM S」を結成し、メンバーに選抜された。
2023年3月31日、8人組ダンスボーカルユニット「ICEx」を結成し、メンバーに選抜された。8月16日、1stシングル『CANDY』で、ビクターエンタテインメントからメジャーデビューした。
2024年3月8日、映画『PLAY!〜勝つとか負けるとかは、どーでもよくて〜』で、映画に初出演した。10月1日、テレビドラマ『スノードロップの初恋』で、連続テレビドラマに初出演した。
2025年5月4日、テレビドラマ『六月のタイムマシン』にて、柏木蒼役で、テレビドラマ初主演を務める。

## 人物
趣味は、スノーボード、ギター、DIY、音楽鑑賞。特技は、空手、バスケットボール。

## 出演
役名の太字は主演作品。

### テレビドラマ
- スノードロップの初恋（2024年10月1日 - 12月17日、関西テレビ・フジテレビ） - 羽田翔太 役[13]
- 土曜はナニする!? イケドラ（2024年10月5日 - 19日、関西テレビ・フジテレビ） - 主演[14][15][16]
- 六月のタイムマシン（2025年5月4日 - 6月29日、BS12 トゥエルビ） - 主演・柏木蒼 役[12]
- ひとりでしにたい 第1話（2025年6月21日、NHK総合）- 石田理人 役[17]

### 映画
- PLAY!〜勝つとか負けるとかは、どーでもよくて〜（2024年3月8日）[1][10]
- BATTLE KING!! Map of The Mind -序奏・終奏-（2025年2月14日・3月14日） - 早乙女以蔵（中学時代） 役[18]

### ラジオ番組
- ヒトリ歩き（2019年12月 - 2023年3月、FM76.2 ラジオ3）[1]

### ファッションショー
- Rakuten GirlsAward 2024 AUTUMN/WINTER（2024年10月19日、幕張メッセ）[19]
- Rakuten GirlsAward 2025 SPRING/SUMMER（2025年5月3日、国立代々木競技場 第一体育館）[20]